# 王安國 (北宋)
王安國（1028年—1074年），字平甫，臨川人，王安石弟。曾鞏之妹婿。
性格正直，嫉惡如仇。熙寧初年，韓絳推薦召試，賜進士及第，除武昌軍節度推官，西京國子教授。王安國極力反對王安石變法，且提醒兄長要遠離呂惠卿，後來呂惠卿因此與王安國結怨。熙寧四年（1071年）任滿回京，宋神宗詢問他外界對新法的反映，他說：“恨知人不明，聚斂太急耳”，遂召爲崇文院校書，改秘閣校理。呂惠卿爲相時，王安國因參與鄭俠獻《流民圖》事牽連，被舉發與馮京、鄭俠“交通有跡”，奪官放歸。熙寧七年（1074年）八月卒，年四十七。王安國能詩文，嘗說:“文章格調須是官樣。”王安國的作品有些誤入其兄王安石集本。有《王校理集》。